# Wspólnota administracyjna Hinterschmiding
Wspólnota administracyjna Hinterschmiding – wspólnota administracyjna (niem. Verwaltungsgemeinschaft) w Niemczech, w kraju związkowym Bawaria, w rejencji Dolna Bawaria, w regionie Donau-Wald, w powiecie  Freyung-Grafenau. Siedziba wspólnoty znajduje się w miejscowości Hinterschmiding.
Wspólnota administracyjna zrzesza dwie gminy wiejskie: 
- Hinterschmiding, 2 539 mieszkańców, 21,04 km²
- Philippsreut, 711 mieszkańców, 10,22 km²